# Lista okrętów United States Navy, H
W tej sekcji listy okrętów United States Navy wymienione są nazwy wszystkich okrętów United States Navy, których nazwa zaczyna się od H.
Aby zobaczyć wyłącznie listę okrętów obecnie pozostających w służbie — patrz Lista obecnie służących okrętów United States Navy
W przypadku okrętów, których nazwa została użyta jednokrotnie, link USS "Nazwa_okrętu" kieruje do artykułu o konkretnym okręcie. Jeżeli nazwy użyto kilkakrotnie, link USS "Nazwa_okrętu" kieruje do strony ujednoznaczniającej z krótkimi opisami poszczególnych okrętów, natomiast linki następujące po nazwie kierują do tych okrętów bezpośrednio.

## H-Ha
- USS "H-1" (SS-28)
- USS "H-2" (SS-29)
- USS "H-3" (SS-30)
- USS "H-4" (SS-147)
- USS "H-5" (SS-148)
- USS "H-6" (SS-149)
- USS "H-7" (SS-150)
- USS "H-8" (SS-151)
- USS "H-9" (SS-152)
- USS "H. A. Baxter" ()
- USS "H. H. Hess" (AGS-38)
- USS "Haas" (DE-424)
- USS "Habersham" ()
- USS "Hackberry" ()
- USS "Hackensack" ()
- USS "Hackleback" (SS-295)
- USS "Haddo" (SS-255, SSN-604)
- USS "Haddock" (SS-32, SSN-621)
- USS "Haggard" ()
- USS "Hague" ()
- USS "Haiglar" ()
- USS "Hailey" (DD-556)
- USS "Haines" (DE-792/APD-84)
- USS "Haiti Victory" ()
- USS "Hake" ()
- USS "Halawa" ()
- USS "Halcyon" (, SP-1658)
- USS "Halcyon II" ()
- USS "Hale" (, DD-642)
- USS "Haleakala" (AE-25)
- USS "Half Moon" ()
- USS "Halfbeak" (SS-352)
- USS "Halford" ()
- USS "Halibut" (SS-232, SSGN-587)
- USS "Hall" (DD-583)
- USS "Halligan" (DD-584)
- USS "Halloran" (DE-305)
- USS "Hallowell" ()
- USS "Halsey" (CG-23, DDG-97)
- USS "Halsey Powell" (DD-686)
- USS "Halstead" (DE-91)
- USS "Halyburton" (FFG-40)
- USS "Hamblen" ()
- USS "Hambleton" ()
- USS "Hamilton" (, )
- USS "Hamilton County" ()
- USS "Hamlin" (CVE-15, AV-15)
- USS "Hammann" (DD-412, DE-131)
- USS "Hammerberg" (DE-1015)
- USS "Hammerhead" (SS-364, SSN-663)
- USS "Hammondsport" ()
- USS "Hamner" (DD-718)
- USS "Hamond" ()
- USS "Hampden" ()
- USS "Hampden County" ()
- USS "Hampshire" ()
- USS "Hampshire County" (LST-819)
- USS "Hampton" (,. SSN-767)
- USS "Hamul" ()
- USS "Hancock" (?, 1776, 1902, CV-19)
- USS "Hanford" (PC-1142)
- USS "Hank" (DD-702)
- USS "Hanna" (DE-449)
- USS "Hannah" ()
- USS "Hannam" ()
- USS "Hannibal" ()
- USS "Hanover" ()
- USS "Hansford" ()
- USS "Hanson" (DD-832)
- USS "Haraden" (DD-183, DD-585)
- USS "Harcourt" (, )
- USS "Harder" (SS-257, SS-568)
- USS "Hardhead" (SS-365)
- USS "Harding" (DD-91, DD-625)
- USS "Hargood" ()
- USS "Harjurand" ()
- USS "Harkness" (AGS-32)
- USS "Harlan County" (LST-1196)
- USS "Harlan R. Dickson" (DD-708)
- USS "Harlequin" ()
- USS "Harman" ()
- USS "Harmon" (DE-72, DE-678)
- USS "Harnett" ()
- USS "Harnett County" (AGP-821)
- USS "Harold C. Thomas" (DE-21)
- USS "Harold E. Holt" (FF-1074)
- USS "Harold J. Ellison" (DD-864)
- USS "Harpers Ferry" (LSD-49)
- USS "Harpy" (1869)
- USS "Harrier" ()
- USS "Harriet Lane" (1857, WMEC-903)
- USS "Harris" ()
- USS "Harris County" (LST-822)
- USS "Harrisburg" (1889)
- USS "Harrison" (, DD-573)
- USS "Harry Bumm" ()
- USS "Harry E. Hubbard" (DD-748)
- USS "Harry E. Yarnell" (CG-17)
- USS "Harry F. Bauer" (MMD-26)
- USS "Harry L. Corl" (APD-108)
- USS "Harry L. Glucksman" (MSS-1)
- USS "Harry Lee" ()
- USS "Harry S Truman" (CVN-75)
- USS "Harry W. Hill" (DD-986)
- USS "Hart" (DD-110, DD-594)
- USS "Hartford" (1858, SSN-768)
- USS "Hartley" (, DE-1029)
- USS "Harvard" (1888, SP-209)
- USS "Harveson" (DE-316)
- USS "Harvest" ()
- USS "Harvest Moon" ()
- USS "Harvest Queen" ()
- USS "Harvey" ()
- USS "Harwood" (DD-861)
- USS "Haskell" ()
- USS "Hassalo" ()
- USS "Hassan Bashaw" ()
- USS "Hassayampa" (AO-145)
- USS "Haste" ()
- USS "Hastings" ()
- USS "Hastwiana" ()
- USS "Hatak" ()
- USS "Hatfield" (DD-231)
- USS "Hatteras" (1861, 1917)
- USS "Hauoli" ()
- USS "Haven" (AH-12)
- USS "Haverfield" (DE-393(inne języki))
- USS "Havre" ()
- USS "Hawaii" (CB-3, SSN-776)
- USS "Hawaiian" ()
- USS "Hawes" (FFG-53)
- USS "Hawk" (, , )
- USS "Hawkbill" (SS-366, SSN-666)
- USS "Hawke" ()
- USS "Hawkins" (DD-873)
- USS "Hayes" (AG-195)
- USS "Hayler" (DD-997)
- USS "Haynsworth" (DD-700)
- USS "Hayter" (APD-80)
- USS "Hazard" ()
- USS "Hazel" (, )
- USS "Hazelwood" (DD-107, DD-531)
- USS "Hazleton" ()

## He
- USS "Healy" (DD-672)
- USS "Heath Hen" ()
- USS "Heather" ()
- USS "Hebe" ()
- USS "Hecate" (1869)
- USS "Hecla" (1846, 1869)
- USS "Hector" (,. AR-7)
- USS "Hecuba" ()
- USS "Heed" ()
- USS "Heekon" ()
- USS "Heermann" (DD-532)
- USS "Helen" ()
- USS "Helen Baughman" ()
- USS "Helen Euphane" ()
- USS "Helena" (PG-9, CL-50, CA-75, CL-113, SSN-725)
- USS "Helena I" (SP-24)
- USS "Helenita" (, )
- USS "Helianthus" ()
- USS "Helios" (ARB-12)
- USS "Heliotrope" ()
- USS "Helm" (DD-388)
- USS "Helori" ()
- USS "Helvetia" (, )
- USS "Hemminger" (DE-746)
- USS "Hempstead" ()
- USS "Henderson" (AP-1, DD-785)
- USS "Hendrick Hudson" (1859)
- USS "Hendry" ()
- USS "Henley" (DD-39, DD-391, DD-762)
- USS "Henlopen" ()
- USS "Hennepin" ()
- USS "Henrico" (LPA-45)
- USS "Henry A. Wiley" ()
- USS "Henry Andrew" ()
- USS "Henry B. Wilson" (DDG-7)
- USS "Henry Brinker" ()
- USS "Henry Clay" (SSBN-625)
- USS "Henry County" (LST-824)
- USS "Henry Eckford" (AO-192)
- USS "Henry Gibbins" ()
- USS "Henry J. Kaiser" (AO-187)
- USS "Henry Janes" (1861)
- USS "Henry L. Stimson" (SSBN-655)
- USS "Henry M. Jackson" (SSBN-730)
- USS "Henry P. Williams" ()
- USS "Henry R. Kenyon" (DE-683)
- USS "Henry R. Mallory" ()
- USS "Henry Seymour" ()
- USS "Henry T. Allen" ()
- USS "Henry W. Tucker" (DD-875)
- USS "Henshaw" (DD-278)
- USS "Henson" (AGS-63)
- USS "Hepburn" (FF-1055)
- USS "Herald" (, MSF-101)
- USS "Herald of the Morning" ()
- USS "Herbert" (APD-22)
- USS "Herbert C. Jones" (DE-137)
- USS "Herbert J. Thomas" (DD-833)
- USS "Herbert L. Pratt" ()
- USS "Hercules" (1869, YT-13, YE-30, AK-41, PHM-2)
- USS "Herkimer" (AK-188)
- USS "Herman Frasch" ()
- USS "Herman S. Caswell" ()
- USS "Hermes" ()
- USS "Hermitage" (AP-54, LSD-34)
- USS "Herndon" (DD-198, DD-638)
- USS "Hero" (1861, 1864, 1869)
- USS "Heroic" ()
- USS "Heron" (MHC-52, MSCO-18)
- USS "Herreshoff #306" (SP-1841)
- USS "Herreshoff #308" (SP-2232)
- USS "Herreshoff #309" (SP-1218)
- USS "Herreshoff #313" - never taken over by the Navy
- USS "Herreshoff #321" (SP-2235)
- USS "Herreshoff #322" (SP-2373)
- USS "Herreshoff #323" (SP-2840)
- USS "Herring" (SS-233)
- USS "Herzog" (DE-178(inne języki))
- USS "Hesperia" ()
- USS "Hetman" ()
- USS "Hetzel" ()
- USS "Hewell" ()
- USS "Hewitt" (DD-966)
- USS "Heyliger" (DE-510)
- USS "Heywood" (AP-12)
- USS "Heywood L. Edwards" (DD-663)

## Hi
- USS "Hiamonee" (YTB-513)
- USS "Hiawatha" (SP-183, SP-2892, YT-265)
- USS "Hibiscus" (1864, 1908)
- USS "Hickman" (1918)
- USS "Hickman County" (LST-825)
- USS "Hickox" (DD-673)
- USS "Hidalgo" (AK-189)
- USS "Hidatsa" (ATF-102)
- USS "Higbee" (DD-806)
- USS "Higgins" (DDG-76)
- USS "High Ball" (SP-947, 1918)
- USS "High Point" (PCH-1)
- USS "Highland Light" (IX-48)
- USS "Highlands" (APA-119)
- USS "Highway" (LSD-10)
- USS "Hilarity" (AM-241)
- USS "Hilary P. Jones" (DD-427)
- USS "Hilbert" (DE-742)
- USS "Hildegarde" (SP-1221)
- USS "Hill" (DE-141)
- USS "Hillsborough County" (LST-827)
- USS "Hillsdale County" (LST-835)
- USS "Hilo" (AGP-2)
- USS "Hilton" (1911)
- USS "Hilton Head" (LSD-24)
- USS "Hingham" (PF-30)
- USS "Hinsdale" (APA-120)
- USS "Hippocampus" (SP-654)
- USS "Hisada" (YTB-518)
- USS "Hisko" (1917)
- USS "Hissem" (DE-400/DER-400)
- USS "Hist" (1895)
- USS "Hitchiti" (ATF-103)
- USS "Hiwassee" (AOG-29)

## Ho
- USS "Hobart Bay" (CVE-113)
- USS "Hobby" (DD-610)
- USS "Hobcaw" (SP-252)
- USS "Hobe Sound" (AV-20)
- USS "Hobo II" (SP-783)
- USS "Hobson" (DD-464(inne języki))
- USS "Hocking" (APA-121)
- USS "Hodges" (DE-231)
- USS "Hoe" (SS-258)
- USS "Hoel" (DD-533, DDG-13)
- USS "Hoga" (YT-146)
- USS "Hogan" (DD-178)
- USS "Hoggatt Bay" (CVE-75)
- USS "Hoist" (ARS-40)
- USS "Holder" (DE-401, DD-819)
- USS "Holland" (SS-1, AS-3, AS-32)
- USS "Hollandia" (CVE-97)
- USS "Hollidaysburg" (PCS-1385)
- USS "Hollis" (DE-794/APD-86/LPR-86)
- USS "Hollister" (DD-788)
- USS "Holly" (1881, YN-14)
- USS "Hollyhock" (1863)
- USS "Holmes" (PF-81, DE-572)
- USS "Holmes County" (LST-836)
- USS "Holston River" (LSMR-509)
- USS "Holt" (DE-706)
- USS "Holton" (DE-703)
- USS "Hombro" (YTB-506/YTM-769)
- USS "Home" (1863)
- USS "Honduras" (1863)
- USS "Honesdale" (PC-566)
- USS "Honesty" (PG-90)
- USS "Honeysuckle" (1863)
- USS "Honolulu" (CL-48, SSN-718)
- USS "Hooper" (DE-1026)
- USS "Hooper Island" (ARG-17)
- USS "Hope" (1861, AH-7)
- USS "Hopestill" (SP-191)
- USS "Hopewell" (DD-181, DD-681)
- USS "Hopi" (AT-71)
- USS "Hopkins" (DD-6, SP-3294, DD-249)
- USS "Hopocan" (YN-33)
- USS "Hopper" (DDG-70)
- USS "Hopping" (DE-155/APD-51)
- USS "Hoptree" (AN-62)
- USS "Hoqua" (SP-142)
- USS "Hoquiam" (PF-5)
- USS "Horace A. Bass" (LPR-124)
- USS "Horace Beals" (1862)
- USS "Horn Snake" (1775)
- USS "Hornbill" (AMc-13, YMS-371)
- USS "Hornby" (PF-82)
- USS "Horne" (CG-30)
- USS "Hornet" (1775, 1790s, 1805, 1813, 1865, 1890s, CV-8, CV-12)
- USS "Hoste" (PF-83, DE-521)
- USS "Hotham" (PF-75, DE-574)
- USS "Hotspur" (AP-102)
- USS "Houghton" (PC-588)
- USS "Houma" (1919)
- USS "Housatonic" (1862, SP-1697, AO-35)
- USS "Houston" (AK-1, CA-30, CL-81, SSN-713)
- USS "Hova" (DE-110)
- USS "Hoven" (1919)
- USS "Hovey" (DD-208)
- USS "Howard" (DD-179, DDG-83)
- USS "Howarda" (SP-144)
- USS "Howard D. Crow" (DE-252)
- USS "Howard F. Clark" (DE-533)
- USS "Howard Greene" (SP-2200)
- USS "Howard W. Gilmore" (AS-16)
- USS "Howarda" (1917)
- USS "Howell Cobb" (1861)
- USS "Howett" (PF-84)
- USS "Howick Hall" (1918)
- USS "Howorth" (DD-592)
- USS "Howquah" (1863)
- USS "Hoxbar" (1919)
- USS "Hoyt" (1864)

## Hu-Hy
- USS "Hubbard" (DE-211)
- USS "Hudson" (1826, DD-475, AOT-184)
- USS "Hue City"(inne języki) (CG-66(inne języki))
- USS "Hugh L. Scott" (AP-43)
- USS "Hugh Purvis" (DD-709)
- USS "Hugh W. Hadley" (DD-774)
- USS "Hughes" (DD-410)
- USS "Hulbert" (DD-342)
- USS "Hull" (DD-7, DD-31, DD-350, DD-945)
- USS "Humboldt" (AVP-21)
- USS "Hummer" (AMS-20)
- USS "Humming Bird" (AMc-26))
- USS "Hummingbird" (MSC 192)
- USS "Humphreys" (DD-236)
- USS "Hunch" (SP-1197)
- USS "Hunchback" (1862)
- USS "Hunley" (AS-31)
- USS "Hunt" (DD-194, DD-674)
- USS "Hunter" (1813)
- USS "Hunter Liggett" (AP-27)
- USS "Hunter Marshall" (APD-112)
- USS "Hunterdon County" (AGP-838)
- USS "Hunting" (LSM-398)
- USS "Huntington" (CA-5, CL-77, CL-107)
- USS "Huntress" (1864, 1898)
- USS "Huntsville" (1861, AGM-7)
- USS "Hupa" (SP-650)
- USS "Huron" (1861, 1875, 1917, CA-9, PF-19)
- USS "Hurricane" (PC-3)
- USS "Hurst" (SP-3196, DE-250)
- USS "Huse" (DE-145)
- USS "Hustle" (YFB-6)
- USS "Hutchins" (DD-476)
- USS "Hutchinson" (PF-45)
- USS "Hyac" (SP-216)
- USS "Hyacinth" (1862, 1902)
- USS "Hyades" (AF-28)
- USS "Hyde" (APA-173)
- USS "Hydra" (1869, AK-82)
- USS "Hydrangea" (1863)
- USS "Hydraulic" (SP-2584)
- USS "Hydrographer" (1901, PY-30)
- USS "Hydrus" (AKA-28)
- USS "Hyman" (DD-732)
- USS "Hyman G. Rickover" (SSN-709)
- USS "Hyperion" (AK-107)